# ヴェステルボッテン・クーリレン
ヴェステルボッテン・クーリレン（スウェーデン語: Västerbottens-Kuriren）は、1900年に創刊されたスウェーデンのヴェステルボッテン地方の地方紙である。ウメオを中心に（マラやノルシェー、シェレフテオ以外の）ヴェステルボッテン地方の地域報道や全国報道、国際報道を掲載する。なおクーリレンとはクリエの意味であり、ヴェステルボッテン新報と訳す事が出来る。

## 歴史

### グスタフ・ローセン
ヴェステルボッテン・クーリレン（VK）が最初に発行されたのは、1900年5月17日である。その後新聞は急速に成長し、1903年から現在までヴェステルボッテン地方で最大の新聞となっている。初期の記者にはアストリッド・ヴァーリング（Astrid Väring）などが居り、1926年まではグスタフ・ローセン（Gustav Rosén）が執行役員を務めた。グスタフ・ローセンはスウェーデンのリベラル政党「自由党」の歴史において重要な役割を果たした人物であり、1926年にカール・グスタフ・エクマン内閣の防衛大臣に就任した。グスタフ・ローセンの後を継いだアーンスト・ガファリン（Ernst Gafvelin）は半年後に亡くなったので、グスタフ・ローセンの一人息子で23歳のステラ・ローセン（Stellan Rosen）が編集長兼発行人になった。1928年9月にカール・グスタフ・エクマン内閣が辞職した後、グスタフ・ローセンはウメオに戻ってヴェステルボッテン・クーリレンの政治記者になったが、1931年にヴェステルボッテン県の知事に就任し、1942年に亡くなるまで続けた。

### ベックストローム
1929年にローセンは持ち株の大半を、建設会社社長のJ・M・ベックストローム（J.M. Bäckström）に売却した。ベックストロームは翌年にウメオの中心部のリンドとタウンホール前10番地（Rind and Rådhusesplanaden 10）に新しい印刷工場を作った。VKビルは1930～1931年末に完成し、その後1988年までVK社が入居した。1949年にはノールランドの新聞社として初めて、自社専属の写真記者を雇った。この時雇われたハリー・リンドウォール（Harry Lindwall）は1985年に退職するまで、業務を行った。J・M・ベックストロームが亡くなった後もベックストローム家は1971年まで15年間に渡って、VK社を所有し続けた。しかしスンツヴァル支局（売却派）が売却を主張しウメオ支局（維持派）と意見が割れる中で、新聞は大衆と社会（Folk och Samhälle）という小さな印刷会社に売却されたが、1978年頃にVKプレス財団（Stiftelsen VK-press）に売却された。

### VKプレス財団
1982年にVK社はヴェスタースレット工業地区（Västerslätt、西の平野）の土地を購入して新しい印刷工場を作り、日刊新聞のダーゲンス・ニュヘテルのノールランド版の印刷を受託した。印刷工場は1984年の秋に稼動し、もう1つの工場も1988年に稼動した。1990年代から200x年代にかけて、VK社はルレオを拠点とするノールランド最大の日刊新聞「ノーランスカ・ソシアル・デモクラッタン」（NSD、ノールランド社会民主新聞）との競争に直面した。VK社はライバル紙の「ヴェステルボッテン・フォルクブロード」の株式を取得し、多数派株主になった。2003年にVK社は雑誌「ノーギャスマガシネット・シテ」（Nöjesmagasinet City）を買収した。この雑誌は娯楽や流行やライフスタイルを題材とするフリーマガジンであり、ウメオ版やスンツヴァル版やルレオ版などがあった。1997年にはウェブサイトの「VK.se」を開設した。トム・ジャスリン（Tom Juslin）が編集を担当するこのウェブサイトは、2007年と2008年の2回、ストーラ・ジャーナリスト賞（革新者部門）の候補に選ばれた。

## VK金賞
VK社は1937年から毎年、ヴェステルボッテン地方出身の運動選手の男女に「VK金賞」（VK-guldet） を授与している。歴代の受賞者にはインゲマル・ステンマルク、アニヤ・パーション、マルタ・ビエイラ・ダ・シルバ、アーサー・レーンルンドなどが居る。

## 編集長
- グスタフ・ローセン（1902～1926年）
- アーンスト・ガファリン（1926～1927年）
- ステラン・ローセン（1927～1967年）
- Matts Balgård（1968～1973年）
- Olle Nilsson（1973～1978年）
- Bengt Schöier（1978～1986年）
- Olof Kleberg（1986～2001年）、政治部編集長（1997～2001年)
- Torbjörn Bergmark（1997～2009年）
  - Ola Nordebo（2006年から） -  政治部編集長
- Sture Bergman（2009～2011年）
- イングヴァル・ネースルンド（2011年から）

## External links
- Västerbottens-Kuriren